# Swarmandal

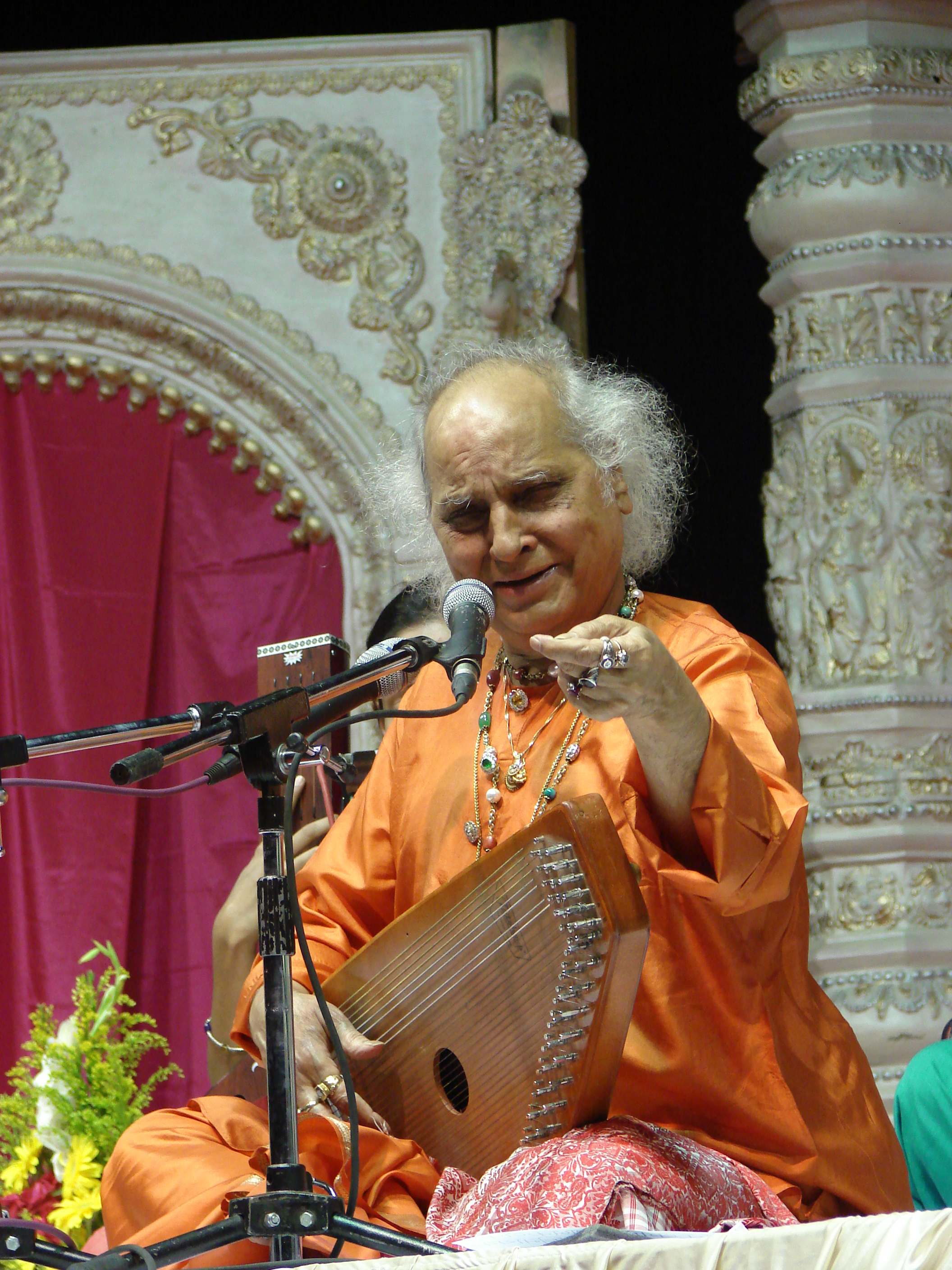
Jasraj con un swarmandal.

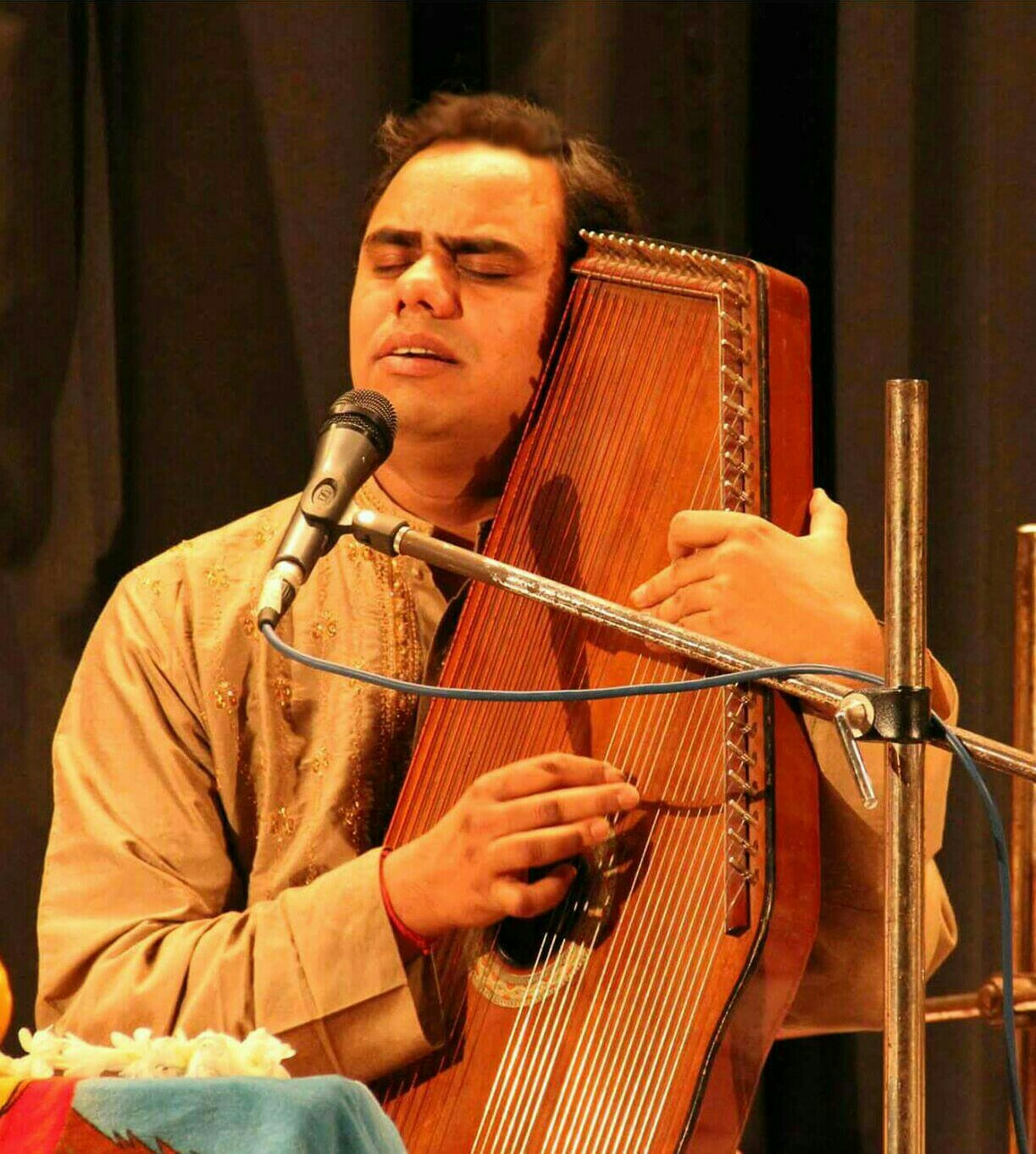
Pandit Shyam Sundar Goswami con un swarmandal.

La swarmandal (hindi: स्वरमण्डल; bengalí: সুরমন্ডল) es una cítara india. Es utilizada hoy en día como instrumento de acompañamiento para música clásica indostaní (la música clásica del norte de India, Pakistán y Bangladés). 
El nombre combina las palabras swara (notas) y mandal (grupo), lo que representa su capacidad de producir una gran cantidad de notas; también es conocida popularmente como sur-mandal.
Las swarmandals miden de 24 hasta 30 centímetros de largo y 30 a 38 de ancho. El cantante puede elegir emplear cualquier número de cuerdas de 21 a 36. Las cuerdas están enganchados en un clavo alojado en el borde derecho de la swarmandal y en el lado izquierdo se enrollan alrededor de las clavijas rectangulares que se pueden apretar con una llave especial. Las clavijas de madera fueron utilizadas en lugar de las de metal en el período medieval. Un 
Un reborde puntiagudo de 13 mm en ambos lados de la swarmandal está un poco separado de los clavos en la que las cuerdas están apretadas. Este reborde funciona como un puente a ambos lados. La swarmandal es similar a la autoarpa o cítara en muchos aspectos.
También es similar al mattakokilā, un instrumento de Irán, y ha sido utilizado por muchas generaciones, que data de la época mogol. Algunos de los cantantes que han utilizado ampliamente este instrumento son Ustad Bade Ghulam Ali Khan (1902-1968), Ustad Salamat Ali Khan (1934-2003), Pandit Jasraj (n. 1930), Kishori Amonkar (n. 1932) y por Pandit Shyam Sundar Goswami.
Se usó en algunas canciones de The Beatles como "Strawberry Fields Forever" del álbum Magical Mystery Tour, "Lucy in the Sky with Diamonds" y "Within You Without You", del álbum Sgt. Pepper's Lonely Hearts Club Band. También fue utilizado en la canción "Across the Universe" del álbum "Let It Be".
- Datos: Q627110